# Supercoppa d'Irlanda 2019
La Supercoppa d'Irlanda 2019 è la quinta edizione del torneo. La partita si disputa il 9 febbraio 2018 allo stadio Turners Cross di Cork tra il Dundalk, squadra campione della Premier Division 2018 e vincitrice della FAI Cup 2018, e il Cork City, finalista della FAI Cup 2018. La supercoppa è stata conquistata dal Dundalk, che ha vinto la partita per 2-1.

## Tabellino
| Arbitro: | Hennessy |

|              |           |                        |
| O'Connor 65’ | Marcatori | 36’ Massey 45+1’ Hoban |